# المقنذعة (حبيش)

تعديل مصدري - تعديل

المقنذعة هي إحدى قرى عزلة الناحية بمديرية حبيش التابعة لمحافظة إب، بلغ تعداد سكانها 93 نسمة حسب تعداد اليمن لعام 2004.